# Let 5055 LOT Polish Airlines
Let 5055 družbe LOT Polish Airlines je bil reden mednarodni potniški polet iz Varšave v New York 9. maja 1987, ki se je končal s strmoglavljenjem letala Iljušin Il-62M v gozdu Kabati blizu Varšave med poskusom zasilnega pristanka zaradi mehanske okvare in kasnejšega požara. V nesreči je umrlo vseh 183 potnikov in članov posadke na krovu, s čimer je to najhujša letalska nesreča v zgodovini Poljske in najhujša nesreča, v kateri je bilo udeleženo letalo Iljušin Il-62.

## Potek nesreče
Letalo je vzletelo ob 10:18 po lokalnem času z varšavskega letališča (takrat letališče Varšava-Okęcie, zdaj poimenovano Chopinovo letališče Varšava) in se po navodilu kontrole zračnega prometa hitro dvignilo na 5.500 m nadmorske višine, morda zaradi vremena ali vojaške aktivnosti okrog Varšave.
Dve minuti po tistem, ob 10:41, je prišlo do katastrofične okvare desnega reaktivnega motorja št. 2, v katerem je popustil nosilec diska na gredi nizkotlačne turbine, čemur je sledil razpad diska. Motor je eksplodiral in razbitine so predrle trup letala, onesposobila vodoravne kontrolne površine ter zanetile požar v tovornem prostoru. Posadka se je trudila obdržati nadzor nad letalom, ugasnila je motor 1 in se zasilno spustila na 4000 m. Po zaustavitvi motorja 2 so mislili, da je požar pogašen in pilot se je odločil, da bo namesto proti najbližjemu vojaškemu letališču v Modlinu usmeril letalo nazaj na Okęcie, ki je bilo bolje opremljeno. Med obratom proti stezi 33 pa so dokončno izgubili nadzor in letalo je ob 11:12 strmoglavilo v gozdu 6 km od steze.

## Kasnejši dogodki in obeležitev
Na kraj nesreče so hitro prispeli reševalci, ki pa so naleteli le na iznakažena trupla žrtev. Na tleh žrtev ni bilo, saj se je pilot izognil pozidanim območjem.
Preiskava nesreče je kot najverjetnejši vzrok razkrila napako v gradnji motorja Solovjev D-30KU, v katerem je bilo v valjčnem ležaju vstavljenih pol manj elementov kot bi bilo treba. Zaradi preobremenitev je ležaj razpadel in disk se je na notranjem robu stopil ter odpadel od gredi, nato pa razpadel in njegovi kosi so kot projektili z veliko hitrostjo predrli trup letala. Izsledki so naleteli na ostro nasprotovanje sovjetskih inženirjev in oblasti, ki niso priznali odgovornosti in najprej okrivili vzdrževanje oziroma celo pilota. Kljub pritiskom je poljska preiskovalna komisija stala za svojimi ugotovitvami in Sovjeti so nejevoljno priznali napako (iz podobnega vzroka je leta 1980 strmoglavilo letalo istega tipa na letu 007 LOT Polish Airlines). Kmalu po padcu komunizma je LOT Polish Airlines upokojil floto Iljušinov Il-62 in jih zamenjal z Boeingovimi letali.
Na kraju nesreče zdaj stoji spominsko obeležje z imeni žrtev. Kljub temu, da je proizvajalec priznal odgovornost, ni znano, da bi se sovjetske ali kasneje ruske oblasti kdaj uradno opravičile za nesrečo ali izplačale reparacije.